# José Esmeraldo
José Esmeraldo de Freitas (Cariacica, 23 de fevereiro de 1946), mais conhecido como José Esmeraldo, é um engenheiro civil e político brasileiro. É deputado estadual pelo estado do Espírito Santo, compondo a 19.ª legislatura, filiado ao MDB.

## Biografia
Graduado em engenharia civil pela Universidade Federal do Espírito Santo, atuou como docente na Escola Técnica do Espírito Santo. Também foi diretor do Instituto de Pesos e Medidas do estado (IPEM-ES) e Secretário Municipal de Obras de Vitória. No mesmo município, foi eleito vereador em 1982 e reeleito por três vezes consecutivas (1988, 1992 e 1996). Em 1998, foi eleito deputado estadual, sendo reeleito em 2002, 2010, 2014 (como suplente, assumindo definitivamente em 2017) e 2018.